# 羊膜囊破裂
羊膜囊破裂（Rupture of membranes，簡稱ROM）是指孕婦的羊膜囊破裂。此時會有少量羊水從陰道流出，因此也稱為破水。一般羊膜囊破裂是發生在妊娠期满，可能在分娩開始或是分娩過程中，也有在分娩之前發生的羊膜囊破裂，稱為早期羊膜囊破裂（PROM）。
有時會出現分娩完成，胎兒已離開產道，但羊膜囊未破裂，胎兒仍完全在羊膜囊內，這種稱為en-caul（包著羊膜）生產。

## 影響
羊膜囊破裂時會增加前列腺素的分泌，而胎儿和子宫之间的缓冲减少，兩者都會增加子宮收縮的頻率及強度。
若在羊膜囊破裂時，若胎頭尚未固定，而臍帶也露出體外，稱為臍帶脫垂。臍帶脫垂是產科急症，因為頭部的下降可能會阻礙胎兒和胎盤之間的循環。
當羊膜囊破裂時，細菌可能會進入，因此導致绒毛膜羊膜炎或胎兒感染。

## 種類
- 自發性羊膜囊破裂（SROM）：是指妊娠期满時羊膜囊的自發性破裂，破裂位置多半在子宫下方，超過子宮頸處，同時會伴隨羊水的湧出，湧出的羊水可能少到50ml，也可能多到200-300ml，視當時的羊水量，以及胎头塞住破孔，使羊水流体保持在囊內的程度而定[3]。
- 早期羊膜囊破裂（PROM）；也稱為胎膜早破，是指在生產之前的羊膜囊破裂。
  - 未足月胎膜早破（PPROM）：在胎兒未足月（未滿37週）時，出現胎膜早破的情形。
- 人工破膜术（英语：artificial rupture of membranes）（AROM）：是指由他人協助破裂羊膜囊，一般是由接生員或是產科醫生進行，目的是引產或加速分娩的進行。

## 偵測方式
偵測羊膜囊破裂的方式有以下幾種：
- 觀察陰道是否有羊水流出
- 硝嗪試紙測試
- 羊齒狀結晶試驗（英语：Fern test）